# 888sport
888sport este un casa de pariuri sportive online, fondat în 2008. Este o subsidiară a 888 Holdings plc și are sediul și este licențiat în Gibraltar, cu birouri în Marea Britanie, România, Antigua și Israel. Compania oferă pariuri sportive online, predominant pe piețele europene. www.888.ro, 888casino, 888poker, 888sport sunt aprobate de ONJN din România.

## Prezentare generală
888sport a fost lansat în martie 2008. Site-ul oferă servicii de pariere pe evenimente de tip fotbal, baschet, tenis, golf, rugby și alte sporturi, în plus față de accesul la alte site-uri destinate divertismentului aparținând mărcii 888. Principalele opțiuni ale clienților sunt pariurile tradiționale pre-eveniment, individuale și multiple, și pariurile live, în care pariurile pot fi plasate pe acțiune din timpul partidei.

## Istoric
888sport a fost lansat ca ramură dedicată sporturilor în cadrul 888 Holdings, în martie 2008, și ca parte din oferta unitară de divertisment a 888, care include pariuri sportive online, jocuri de cazinou, si pocher. 888sport a început să se implice în sponsorizarea evenimentelor sportive în 2010, începând cu un stand sponsorizat la Fontwell Park Racecourse în Anglia.
Fostul jucător în echipa națională de fotbal a Spaniei, Santiago Cañizares, s-a alăturat 888sport în 2011 ca Ambasador european al mărcii, în 2012, fostul jucător englez profesionist de fotbal Ian Wright ca expert pe durata Campionatului European, și prezentatoarea de evenimente sportive a Channel 4, Emma Spencer, s-a alăturat în 2014 ca expert în cursele de cai.
888sport a beneficiat de expunere media pentru modul în care a folosit rețelele de socializare înainte și în timpul luptei dintre George Groves și Carl Froch din 2014. Tweet-urile amuzante ale companiei au condus la de două ori mai multe mențiuni referitoare la box, în comparație cu cea mai apropiată rivală.
Compania a sponsorizat un număr de evenimente sportive, inclusiv Giro d'Italia în ciclism, World Grand Prix în Snooker, Tingle Creek Chase în Sandown Park, Magnolia Stakes  în Kempton Park, 888sport Charity Sprint în York și Sandy Lane Stakes de pe Haydock Park în cursele de cai.
888sport a sponsorizat mai multe echipe sportive, inclusiv Sevilla FC, Birmingham City FC, Nottingham Forest, Preston North End, Brentford FC și Rødovre Mighty Bulls.
Pe lângă un website și o aplicație mobilă internaționale, compania a lansat site-uri și aplicații localizate în România, Spania, Danemarca și Italia. Compania se descrie ca „mobilă în primul rând”, 29% din veniturile B2C din Marea Britanie venind ca urmare a folosirii dispozitivelor mobile în 2014.